# Суррей-Хит
Суррей-Хит (англ. Surrey Heath) — неметрополитенский район (англ. non-metropolitan district) со статусом боро в графстве Суррей (Англия). Административный центр — город Камберли.

## География
Район расположен в северо-западной части графства Суррей, граничит с графствами Беркшир и Гэмпшир .

## История
Район образован 1 апреля 1974 года в результате объединения городского района (англ. Urban district) Фраймли-энд-Камберли и сельского района (англ. Rural District) Багшот.

## Состав
В состав района входят 2 города:
- Камберли
- Фраймли

и 4 общины (англ. civil parish):
- Бисли
- Чобэм
- Уэст-Энд
- Уиндлшем